# Residenset och Landsstatshuset, Kalmar
Residenset och Landsstathuset, Kalmar är en byggnad vid Lilla torget i Kalmar som idag inrymmer bostads- och representationslokaler för landshövdingen i Kalmar län. Sedan 1935 är byggnaden ett statligt byggnadsminne.
Ursprungligen var Kalmar slott landshövdingarnas residens, men slottet förföll under 1600-talet. Efter ett beslut i riksrådet 1640 flyttades staden centrum från sitt gamla läge nära Kalmar slott till Kvarnholmen. Där byggdes en ny befäst stad under andra hälften av 1600-talet. Själva byggnaden uppfördes först som residens till landsbokhållaren, men har sedan 1686 nyttjats som länsresidens.

## Historik och beskrivning
Landshövdingen i Kalmar, Henrik von Vicken, föreslog år 1678 Kunglig Majestät, att Sjötullhuset var lämpligt som landshövdingeresidens. Han erbjöd sig att reservera ett rum i residenset för kungen vid hans besök i Kalmar. Von Vicken fick strax ett positivt besked.
Landsbokhållaren Hans Eriksson byggde ett stenhus vid Lilla torget omkring 1660. Kronan förvärvade huset 1670, som då blev lokaler för Stora Sjötullen och bostad åt tullnären. Huset var byggt i klassicistisk stil med två våningar och huvudfasad mot Ölandsgatan och hade då ett högt valmat tak. På 1680-talet tog amiralgeneralen Hans Wachtmeister, generalguvernör över Kalmar län och Blekinge över huset, men amiraliteten flyttade vidare till Karlskrona. Från 1686 har huset varit residens för landshövdingen. Bostadsvåningen innehöll sju rum och var gjord enligt en sexdelad plan efter fransk förebild. Nu finns ingenting kvar av den ursprungliga inredningen, men bottenvåningen har kvar 1600-talsprägeln med kryssvälvda rum.
Lokalerna blev för små då de även rymde länsstyrelsen i Kalmar län. År 1722 köptes granntomten och några år senare ritade fortifikationsofficeren Ulrik Höijer en tillbyggnad till residenset. Det nya huset var färdigt 1737 – det nuvarande residensets mittparti. Exteriören gjordes om i herrgårdsstil i Carl Hårlemans anda och huset fick ett mansardtak. På 1770-talet köptes ännu en granntomt och där uppfördes 1854 den nuvarande byggnaden efter ritningar av Theodor Anckarsvärd. Byggnaden blev därvid en pendang till det äldsta huset.
Åren 1901-1903 byggdes ett nytt landsstathus, ritat av Carl Möller, i anslutning till residensets äldsta del. Byggnaden utformades som en barockpastisch. Därefter byggdes själva residenset om 1904-05 efter arkitekt Fritz Eckerts anvisningar.
Landsstathuset byggdes till 1923 efter Axel Lindgrens ritningar. Länsstyrelsen fick nya lokaler 1949 och 1951 på Södra Långgatan, ritade av Åke Strindberg.